# 大天興
大天兴（928年－929年），又称天兴，一说为兴源或兴元，五代十国时期位于今云南地区的短命国家，仅存在十个月。
928年，东川节度使楊貞滅大長和，立清平侍中赵善政为骠信（国君），定国号为大天興，年号尊圣。次年楊貞废赵善政自立，建大义宁。